# Euphorbia lactiflua
Euphorbia lactiflua är en törelväxtart som beskrevs av Rodolfo Amando Philippi. Euphorbia lactiflua ingår i släktet törlar, och familjen törelväxter. Inga underarter finns listade i Catalogue of Life.